# جورقین
جورَقین دهی است جزو دهستان رودبار بخش مرکزی شهرستان تفرش. آب آن از چشمه و قنات تأمین می‌شود و محصول آنجا بادام است.

## جمعیت
این روستا در دهستان رودبار قرار داشته و براساس سرشماری سال ۱۳۸۵جمعیت آن ۲۳۵ نفر بوده‌است.

## موقعیت
جورقین در ۴۰ کیلومتری شهرستان تفرش قرار دارد. شغل اصلی مردم این روستا کشاورزی و دامداری است. بادام و گردو از مهم‌ترین محصولات کشاورزان این منطقه می‌باشد. آب و هوای این روستا به دلیل محیط کوهستانی آن سرد بوده و رودخانه‌های فصلی در آن جریان دارد.